# Isogenoides elongatus
Isogenoides elongatus är en bäcksländeart som först beskrevs av Hagen 1874.  Isogenoides elongatus ingår i släktet Isogenoides och familjen rovbäcksländor. Inga underarter finns listade i Catalogue of Life.